# Marino Dalmonte
Marino Dalmonte, noto anche con lo pseudonimo di Petit (Imola, 22 luglio 1923 – Imola, 6 ottobre 1944), è stato un partigiano italiano.
Medaglia d'oro al valor militare alla memoria.

## Biografia
Marino, subito dopo l'armistizio, era entrato nella resistenza emiliana e si era distinto nelle numerosissime azioni compiute dal 7° GAP. Durante un rastrellamento operato dai tedeschi, il giovane si trovò bloccato all'interno di un caseggiato circondato dai nemici. Con un compagno resistette sino all'ultimo, infliggendo ai nazifascisti dure perdite. Quando i tedeschi videro vano ogni sforzo per costringere i partigiani alla resa, decisero di incendiare il fabbricato. Marino Dalmonte preferì morire arso vivo con il suo amico Rino Ruscello, piuttosto che arrendersi al nemico.
Al suo nome è stata intitolata una strada di Bologna.